# Point of Ayr

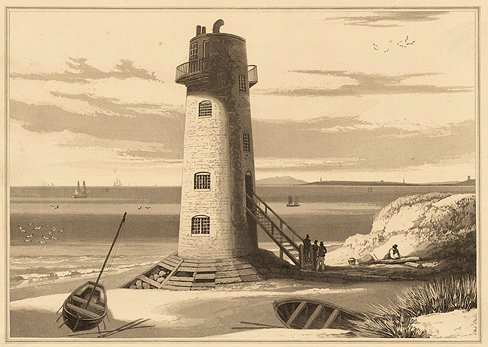
De vuurtoren van Point of Ayr, 1815

Er zijn twee andere gelijknamige punten op de Britse eilanden : Point of Ayre, Isle of Man en Point of Ayre, Schotland .
Point of Ayr (Welsh: Y Parlwr Du) is het noordelijkste punt van het vasteland van Wales.
Het ligt dicht ten noorden van Talacre in het graafschap Flintshire, bij de mond van de rivier Dee.
Het is bij het zuidwesten van het Liverpool Bay gebied in de Ierse Zee.
De plek is een natuurreservaat van de Royal Society for the protection of Birds  en is deel van het duingebied van Gronant en Talacre en is van bijzonder wetenschappelijk belang.

## Steenkool
Aan het uiteinde van de Flinthsire was jarenlang een kolenmijn actief; het was een van de laatste operationele mijnen in Wales. De eerste proefboringen vonden plaats in 1865, onder leiding van Lord Mostyn, eigenaar van de Mostyn kolenmijn. De boringen leken succesvol en de Prestatyn Kolenmijn werd opgericht om de operaties op te starten. Maar het project werd gestaakt nog voordat het van de grond kwam. De plek werd in 1873 opnieuw onderzocht door een ander bedrijf, de Westyn Mostyn Colliery Company, maar ook deze proefboringen waren niet succesvol waardoor het project opnieuw werd gestaakt.
In 1883 werd er voor de derde keer een poging gedaan door de Point of Ayr Colliery Company, en in 1890 they struck a seam. De kolen werden door een team van 75 mijnpaarden naar het oppervlak gebracht. Rond deze tijd werd ook een tweede schacht tot zinken gebracht. Volgens de gegevens van de inspector of mines werden er 356 mensen ingezet voor de productie van kool voor binnenlandse en industriële gebruik. Een derde schacht werd gezonken nadat de National Coal Board de plek overnam voor nationalisering. Het koolveld breidde zich uit ten noorden onder de Ierse Zee. Vanaf 1953 werden er jaarlijks minimaal 213.000 ton aan kolen geproduceerd door 738 verschillende mijnwerkers. Door de zinking van een nieuwe schacht verloren zes mannen hun leven door verdrinking. De mijn heeft tot werd gesloten op 23 augustus 1996. Er is nu niets meer over van de mijn, de naam wordt nogwel gebruikt door de Point Ayr of Colliery band, een brassband die meedoet op Championship niveau.
In de jaren 80 is de plek gekozen voor een demonstratie tegen de Oil from Coal fabriek die werd gefinancierd vanuit de overheid, het nationale koolschap en andere organisaties. Er werden ter plaatse proeven uitgevoerd tot het project slachtoffer werd van mijnstakingen. Daarop volgde een vermindering van onderzoeksfinanciering voor deze en schone verbrandingstechnologie. De fabriek is nooit in gebruik genomen en gesloopt.

## Gas
Point of Ayr is ook een plek waar aardgas van het Celtic gasveld aan land komt. Het gas wordt door een gasleiding van 33.5 km lang van het Douglas Complex en boorplatformen in de Ierse zee naar Point of Ayr geleid. De gasterminal van Point of Ayr heeft een gasverwerkingscapaciteit van 8,5 miljoen kubieke meter per dag. De installaties verwijderen methanol, water en condensaat. Het gas wordt gezoet met amine-oplosmiddel om zwavelverbindingen te verwijderen tot onder 3,3 pm en worden gekoeld om het dauwpunt van koolwaterstof te verlagen. De verwerkingsfabriek maakte onderdeel uit van de ontwikkelingen rond het gebied van Liverpool Bay maar is nu eigendom van Eni. Het gas wordt nu door een 27 kilometer lange ondergrondse pijpleiding naar de kust van Noord-Wales geleid.  Waarna het gas wordt verkocht aan Uniper

## Vuurtoren
Point of Ayr dankt zijn naam aan  een in 1776 gebouwde vuurtoren die sinds 1883 inactief is. De vuurtoren staat op de Talacre beach bij de ingang van de River Dee estuarium. De vuurtoren had ooit twee lichten. Het grootlicht scheen zeewaarts richting Llandudno. Een tweede licht scheen naar de River Dee richting het gehucht Dawpool in Cheshire. Toen de vuurtoren nog in dienst was werd de vuurtoren beschilderd met rode strepen en had een rode lantaarnbehuizing. Het werd in 1844 vervangen door metaal met een wit licht.